# Jobb agyféltekés rajzolás
A jobb agyféltekés rajzolás Betty Edwards által kidolgozott rajzoktatási módszer, amely gyakorlatba ülteti az agykutatás rajzolással kapcsolatos eredményeit. Az egyszerű gyakorlatok segítségével az ötnapos tanfolyam eredményeként a rajzkészségben ugrásszerű fejlődés áll be.
Betty Edwards a Los Angeles-i Venice Középiskolában rajzot tanított, és azt boncolgatta, hogy a diákoknak miért okoz nehézséget lerajzolni azt, amit látnak. Próbálta megfejteni, hogy amikor láthatná egy diák, hogy pl. az asztalon levő bögre alja íves, akkor miért rajzolja mégis egyenesre, mintha nem venné észre.
Egyre inkább úgy érezte, hogy egy látásmódbeli problémáról van szó. Mikor megismerte Roger W. Sperry (később Nobel-díjjal elismert pszichobiológus) 1968-ban megjelent kutatási eredményeit, úgy érezte, választ kapott rajzolással kapcsolatos kérdéseire.
Sperry munkájából kiderült, hogy az emberi agy két alapvetően eltérő gondolkodásmódot használ, az egyik verbális, elemző és sorrendet betartó, míg a másik vizuális, észlelő és ezzel egyidejű gondolkodásra képes. Az elképzelés, hogy valaki átvált egy hagyományostól eltérő gondolkodás- vagy látásmódra, egybevágott saját rajzolási tapasztalataival, és megmagyarázta a diákokkal kapcsolatos megfigyeléseit. Edwards komolyan elmélyült a témában, és azzal foglalkozott, hogyan tudná Sperry kutatási eredményeit a rajzoktatásban alkalmazni.
Az 1979-ben megjelent Jobb agyféltekés rajzolás című könyvben leírt, forradalmian új módszerrel világszerte már több millióan tanultak rajzolni, 2,5 millió eladott példányával népszerű, széles körben alkalmazott rajztankönyvvé vált.

## A módszer lényege
Roger Sperry, az emberi gondolkodás kettős természetéről szóló úttörő felfedezései szerint a verbális, elemző gondolkodás helye zömmel a domináns bal agyfélteke, míg a vizuális, észlelő gondolkodás a szubdomináns jobb agyféltekéhez kötődik.
A módszer egy mentális váltást tanít a két agyfélteke között, előtérbe helyezve a jobb agyfélteke előítélet-mentes, vizuális, globális észlelési működésmódját. A gyakorlatok némelyikét lehet furcsának nevezni, de mind egyszerű és nem igényel rajztudást, tehetséget. Elegendő, ha valaki teljesen átlagos kéz-szem koordinációval bír, és van annyi kézügyessége, hogy tud írni. A feladatok végigveszik a rajzolás öt alapkészségét: a szélek, terek, viszonyok, a fény-árnyék és a teljesség észlelését. A felnőtt tanfolyamokra 14 éves kor felett lehet jelentkezni, és teljesen függetlenül az előzetes rajztudástól minden résztvevő nyitó és záró rajza között – bár mértékben nagy különbségek lehetnek – fejlődés látható.
A módszernek nem célja az egyéni stílus kialakítása; a látvány utáni realisztikus rajzolás elsajátítása a cél. A művészi rajzoláshoz még más készségekre is szükség van, pl. a képzeletből, emlékezetből rajzolás, egyéni stílus és mondanivaló.